# Entsäuerung (Papier)
Unter Entsäuerung versteht man in der Bestandserhaltung von Papieren verschiedene Verfahren zur Neutralisation von Säuregehalten, um sie damit vor dem weiter fortschreitenden Papierzerfall zu retten. Man spricht von Massenentsäuerung, wenn Bücher oder Akten in größeren Mengen entsäuert werden. Dies kann auch automatisiert erfolgen.

## Hintergrund
Die Säuren wurden meist herstellungsbedingt – fast ausschließlich ab Beginn der industriellen Papierproduktion Mitte des 19. Jahrhunderts durch die Verwendung von Holzschliff – ins Papier eingetragen. Mit alkalischen Wirkstoffen können sie aber auch nachträglich durch Umwelteinflüsse in das Papier gelangt sein. Säureeinwirkungen zersetzen Cellulose, indem sie deren Makromolekül verkürzen. Das führt zu einer Degradation der Cellulosefasern und einer damit verbundenen Senkung der Reißfestigkeit. Die mechanische Festigkeit des Papiers sinkt und führt so zu einer irreversiblen Schädigung des Papiers. Insbesondere Holzschliffpapier bildet dadurch im Laufe der Zeit Zerfallsprodukte des rohstoffbedingt in ihnen enthaltenen Lignins, die das Papier zusätzlich schädigen.
Der Säuregehalt des Papiers kann in der Regel nicht mit einfachen pH-Wert-Messgeräten ermittelt werden, da das Papier hierzu angefeuchtet werden müsste. Stattdessen werden Filzstifte mit entsprechenden pH-Indikatoren verwendet. Ziel der Entsäuerung ist es, das Papier in den alkalischen Bereich mit Messwerten zwischen pH 7 und 9 zu bringen.
Man unterscheidet Flüssigphasen-Verfahren und Trockenverfahren:
- Flüssigphasen-Verfahren, beispielsweise das Papersave-Verfahren oder das Book-CP-Verfahren[1]
- Trocken-Verfahren, Entsäuerung in der Gasphase
- Wässriges Einzelblatt-Verfahren, wie das Wiener Verfahren, Bückeburger Verfahren

## Flüssigphasen-Verfahren
Bei der maschinellen Massenentsäuerung kommen nur Flüssigphasen-Verfahren zur Anwendung, so z. B. bei der Blockentsäuerungsanlage der Gesellschaft zur Sicherung von schriftlichem Kulturgut mbH (GSK), entwickelt in Zusammenarbeit mit der Fachhochschule Hannover.
Beim Flüssigphasen-Verfahren werden die Bücher in Drahtkörben für mehrere Stunden in ein Bad mit wasserfreiem Lösungsmittel (z. B. Hexamethyldisiloxan), welches Ethanolate enthält, getaucht. Die Ethanolate, vor allem Titan- und Magnesiumethanolat, neutralisieren die Säure und bauen eine alkalische Reserve in dem Papier auf.
2016 stellte die Universität Graz ein Verfahren vor, bei dem mittels einer mit Nanoteilchen angereicherten Flüssigkeit Papier maschinell entsäuert werden kann.

## Trocken-Verfahren
Bei Trocken-Verfahren werden Pulvergemische mit alkalischen Wirkstoffen, z. B. aus Magnesiumoxid und Calciumcarbonat auf das Papier aufgetragen.
Vorteile von Trocken-Verfahren sind u. a. geringe Kosten und das Vermeiden von Farbveränderungen. Nachteilig wirkt sich jedoch aus, dass das zur Entsäuerung eingesetzte Pulver sich ungleichmäßig auf dem Papier verteilt und nur die Papieroberfläche dadurch entsäuert werden kann.